# Flaga Słowacji

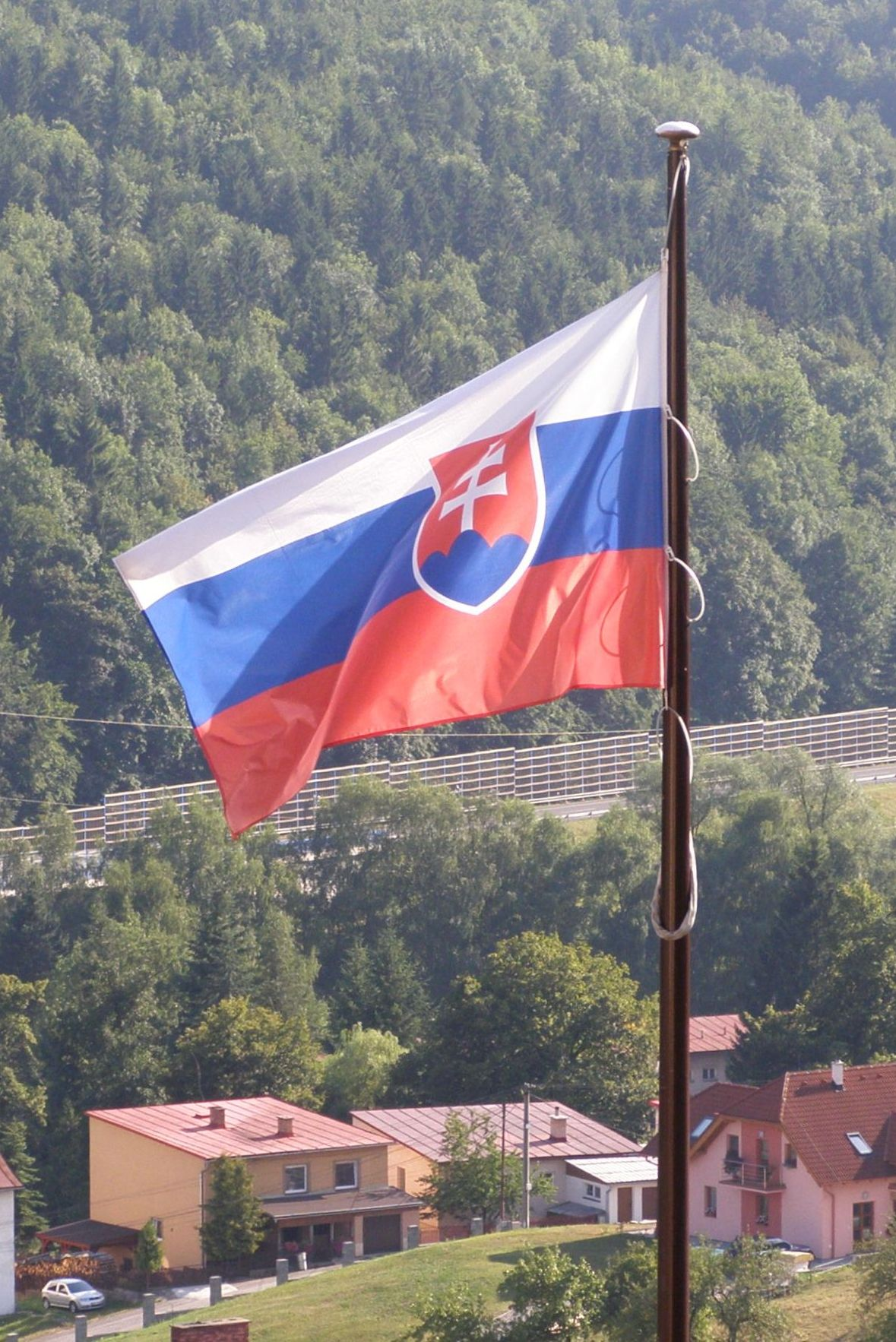
Flaga Słowacji na maszcie

Flaga Słowacji – jeden z symboli państwowych Republiki Słowackiej.

## Symbolika
Flaga jest prostokątem podzielonym na trzy poziome pasy: biały, niebieski i czerwony. Z lewej strony flagi znajduje się herb Słowacji, co wyróżnia ją od identycznych w kolorach flag  Słowenii i Rosji.

## Historia
Pierwsza flaga słowacka pojawiła się w 1848 roku, w czasie Wiosny Ludów i choć była identyczna z flagą Rosji, nie była jej kopią. Ułożone identycznie pasy barwy biała, niebieska i czerwona pochodziły od herbu Słowacji, który widnieje na fladze obecnej. Takiej samej flagi (bez herbu) używała od 23 czerwca 1939 do 1945 roku Pierwsza Republika Słowacka. Dodatkowo, w użyciu była flaga wojenna, którą utworzono poprzez dodanie na środku flagi państwowej białej tarczy herbowej z czarnym dwuramiennym krzyżem. W 1990 roku w Czechosłowacji oficjalnie w użyciu były sztandary narodowych republik: czeskiej (biało-czerwony) i słowackiej (biało-niebiesko-czerwony). Po rozpadzie Czechosłowacji (1993 rok) Słowacy pozostali przy swych kolorach narodowych, zamieszczając na fladze herb. Flagę przyjęto jednak wcześniej, w Konstytucji uchwalonej 1 września 1992 roku.
Kombinacja kolorów użytych na fladze słowackiej występuje również na sztandarach Rosji, Słowenii, Chorwacji, Serbii; są to kolory przyjęte na zjeździe słowiańskim w Pradze jako barwy wszechsłowiańskie.

Współczesna flaga w wariancie pionowym

Flaga autonomicznej Słowacji 1938–1939, Republiki Słowackiej 1939-1945 i ponownie autonomicznej Słowacji w latach 1990–1992
Wojenna flaga Pierwszej Republiki
Tymczasowa czechosłowacka flaga z 1918 r. Czeskie kolory narodowe. Też flaga Czech w latach 1990–1992 oraz flaga Czech – krainy historycznej
Propozycja czechosłowackiej flagi z 1919 r. (Jaroslav Kursa)
Poselska propozycja czechosłowackiej flagi z 1920 r. Na czeskiej fladze flaga amerykańskich Słowaków.
Flaga Czechosłowacji – ostateczna wersja

## Konstrukcja i wymiary
Konstytucja Słowacji w §9 pkt 2 stanowi, że flagę państwową tworzy płat składający się z trzech poziomych pasów – białego, niebieskiego i czerwonego. W czołowej części płata znajduje się herb Republiki. Wymiary flagi doprecyzowują przepisy Ustawy o symbolach państwowych. Ustawa ta stanowi, że stosunek szerokości do długości płata flagi ma się jak 2 do 3, a herb, którego szerokość stanowi połowę szerokości flagi znajduje się w 1/3 długości płata, licząć od czoła (lewej strony) flagi. Biała obwódka tarczy herbowej ma grubość 1/100 szerokości flagi.

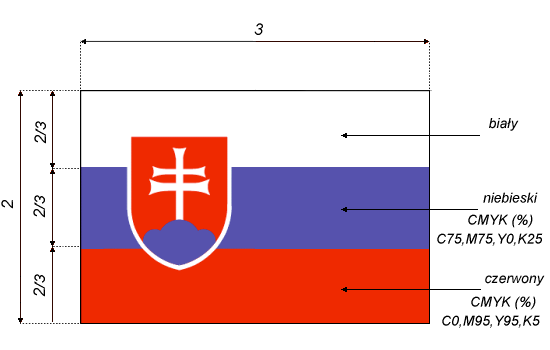
Wymiary i kolory flagi
Konstrukcja flagi

## Sztandar prezydencki
Oprócz flagi państwowej, cywilnej i wojennej, na Słowacji funkcjonuje sztandar prezydencki (Štandarda prezidenta Slovenskej republiky). W okresie Państwa Słowackiego i prezydentury Jozefa Tiso na kwadratowym białym płacie obszytym złotą frędzlą. Pośrodku znajdował się ówczesny herb Słowacji, nieznacznie różniący się od współczesnego. Poniżej znajdowało się osobiste motto ks. Tiso – Verní sebe svorne napred (Wierni sobie zgodnie naprzód). Oprócz innych ozdób, herb wraz z mottem otaczało dwanaście (po trzy na każdym boku) stylizowanych dwuramiennych krzyży. W narożnikach płata znajdowały się czerwone róże ze złotą strzałą. Podobny wizerunek kwiatu znajduje się w herbie Rużomberku – rodzinnego miasta Andreja Hlinki, a więc ojca słowackiego ruchu narodowego. Sztandar wprowadzono 19 października 1939. Przestał być używany z likwidacją Państwa słowackiego 8 maja 1945 roku.
Wygląd współczesnego sztandaru reguluje oddzielna ustawa. W § 2 ust. 1 głosi, że sztandar stanowi czerwony kwadratowy płat tkaniny, z którego spodniej krawędzi wyrasta niebieskie trójwzgórze z białym podwójnym krzyżem o proporcjach herbu państwowego Republiki Słowackiej. Biało-niebiesko-czerwone obramowanie wychodzi białą barwą z górnego narożnika sztandaru przy drzewcach. Barwy obramowania ułożone są ukośnie, ukośna linia obramowuje czerwony kwadrat na całym sztandarze. Sztandar jest oznaką władzy prezydenta i powiewa nad jego stałą lub tymczasową siedzibą. Przysługuje również osobie pełniącej obowiązki Prezydenta Republiki.

Sztandar Prezydenta Republiki z 1939 roku
Sztandar Prezydenta Republiki z 1993 roku